# Vastu xastra
Vastu xastra (vāstu śāstra, também conhecido como Vastu Veda e Vastuvidia, ou seja, "ciência da construção", "arquitetura" em sânscrito ) é provavelmente a arquitetura holística mais antiga do mundo e é originária da cultura da Índia antiga, como o Ioga e a Aiurveda. As suas origens podem ser datadas de há pelo menos 5 mil anos. É uma doutrina baseada em preceitos nascidos duma visão tradicional da forma como as leis da natureza influenciam as habitações humanas.  Os modelos são baseados em alinhamentos direcionais . Foi aplicado na arquitetura hindu, especialmente para templos, mas abrange outros campos, incluindo veículos, mobiliário, esculturas, pinturas etc. A fundação do Vastu é tradicionalmente atribuída ao Maamuni Mayan no sul da Índia e a Visvacarma no norte da Índia.
Embora o Vastu tenha estado essencialmente limitado à arquitetura de templos, verificou-se um renascimento do Vastu na Índia nas últimas décadas, particularmente sob a influência do falecido V. Ganapati Sthapati, um dos principais arquitetos da Índia, que fez campanha pela restauração da tradição na sociedade indiana moderna desde a década de 1960. A doutrina do Vastu Shastra tem muitos pontos que se relacionam com a do Shilpa Shastra, uma coleção de textos tradicionais hindus que ditam as regras das artes e ofícios. Não obstante, enquanto o Shilpa Shastra trata especificamente da escultura (formas, estátuas, ícones, murais de pedra, etc.), o Vastu Shastra trata principalmente da arquitetura (construção de casas, fortes, templos, apartamentos e outros edifícios).
A palavra sânscrita Vastu significa habitação ou casa com o lote de terreno correspondente.  O vrddhi, vāstu, assume o significado de "local de fundação de uma casa, terreno, edifício ou local de residência, habitação, fazenda, casa". A raiz subjacente é vas “morar, viver, ficar, residir”.  O termo shastra pode ser traduzido livremente como “ciência, doutrina, ensinamento”.